# Kalendarz żydowski

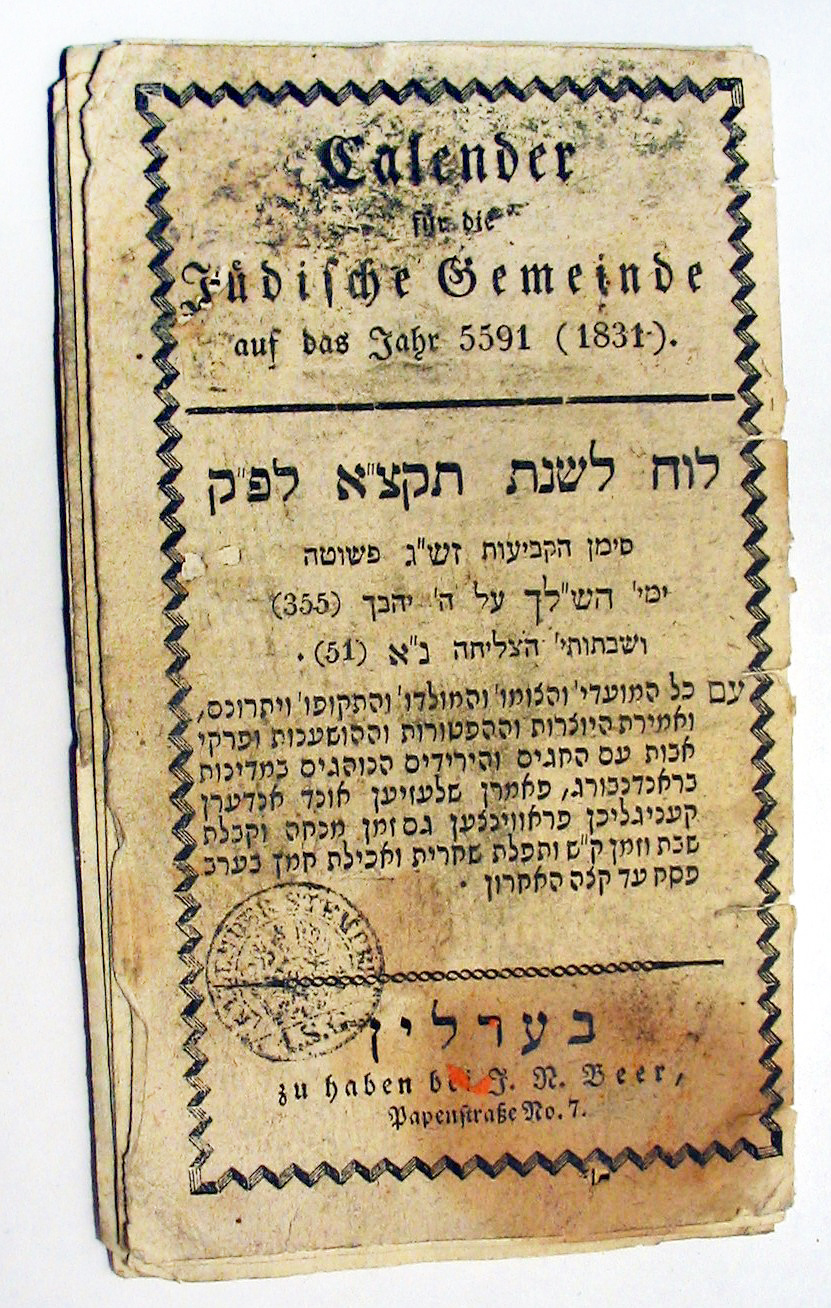
Kalendarz żydowski z 1831 (5591), (הלוח העברי)

Kalendarz żydowski (hebr. luach ha-szana) lub kalendarz hebrajski – system rachuby czasu oparty na cyklu księżycowym i słonecznym, w którym rok składa się z dwunastu miesięcy (hebr. chodaszim) liczących po 29 lub 30 dni, które rozpoczynają się od nowiu księżyca, a różnice w stosunku do kalendarza słonecznego są niwelowane za pomocą dodatkowego, trzynastego miesiąca. Rok żydowski w ujęciu kalendarza słonecznego liczy 354 dni 8 godzin 48 minut i 40 sekund. Rok przestępny przypada siedem razy w ciągu dziewiętnastu lat, czyli co dwa lub trzy lata i składa się z trzynastu miesięcy. Trzynastym jest adar szeni. Rok świecki zaczyna się jesienią, a rok liturgiczny – wiosną. Doba rozpoczyna się i kończy o zachodzie słońca. Pora dzienna jest dzielona na 12 godzin, więc godzina hebrajska trwa nie 60 minut, ale 1/12 część czasu, jaki upływa pomiędzy wschodem słońca a jego zachodem. Ma to znaczenie w odniesieniu do porządku modlitewnego, bowiem określone modlitwy winny być odprawiane w konkretnych porach dnia.

## Informacje historyczne
W czasach prahistorycznych rytm bytowania ludów koczowniczych wyznaczało światło naturalne, a mitologia hebrajska koncentrowała się na odniesieniach do sił przyrody, w tym światła księżyca, lecz brak informacji na temat kształtowania się żydowskiego kalendarza. W okresie starożytnym rozpoczęcie kolejnego miesiąca (a raczej Rosz Chodesz – początek odnowienia miesiąca) ogłaszał Sanhedryn, po uprzednim potwierdzeniu wystąpienia nowiu księżyca. Informację ogłaszali kapłani dmąc w trąby na wieży, a na wzgórzach rozpalane były ogniska, by w ten sposób przekazywać informację na odległość. Dalej wiadomość zanosili specjalni posłańcy. Opóźnienie, jakie mogło powstać przy przekazywaniu wiadomości, legło u podstaw ustanowienia zwyczaju dodawania w diasporze jednego dnia świątecznego „na zapas” (hebr. jom tow szeni szel galujot = dosł.: drugi dzień świąteczny dla wygnania). Lata przestępne były wyznaczane i ogłaszane przez radę złożoną z co najmniej trzech rabinów. Akceptację musiał wyrazić nasi, który przewodził Sanhedrynowi.
W czasach biblijnych bramy dziedzińca świątynnego były otwierane podczas nowiu, by lud mógł składać ofiary całopalne przepisane przez Prawo. Podczas nowiu świętowano, ucztowano i powstrzymywano się od pracy. W czasie nowiu nie wolno było pościć, a kobiety nie śpiewały pieśni żałobnych kinot. Na przestrzeni wieków nów tracił na znaczeniu jako święto. Talmud zezwalał już na wykonywanie pracy. W średniowieczu kobiety żydowskie powstrzymywały się jednak od szycia, a traktat „Szulchan aruch” pochwalał ten obyczaj. Żydówki grywały w tym dniu w karty. Na stołach pojawiały się lepsze potrawy. Chasydzi podtrzymywali tradycję wieczornych uczt, w skład których wchodziły ryby, mięsa i piwo.
W 359 roku patriarcha palestyński, nasi Hillel II przeprowadził reformę kalendarza, która doprowadziła do uzgodnienia roku lunarnego z cyklem solarnym. U podstaw reformy leżały precyzyjne obliczenia, które pozwalały na rezygnację z konieczności prowadzenia obserwacji księżyca dla wyznaczenia początku nowego miesiąca. Ustała już także konieczność uzależniania dat świątecznych od decyzji Sanhedrynu i dodawania do kalendarza dni i miesięcy dodatkowych. Od tego czasu Żydzi żyjący w diasporze mogli samodzielnie ustalać daty świąt. Reforma Hillela II wyznaczyła obowiązujący standard żydowskiego kalendarza, który w niezmienionej formie funkcjonuje już od ponad 1600 lat.

## Rachuba lat
W kalendarzu żydowskim rachuba lat zaczyna się od dnia stworzenia świata, które wg ustaleń żydowskich autorytetów religijnych nastąpiło 7 października 3761 p.n.e., stąd np. w roku 2025 trwa żydowski rok 5785/5786.
Rok w kalendarzu żydowskim składa się z dwunastu miesięcy (hebr. chodaszim) liczących po 29 lub 30 dni, które rozpoczynają się od nowiu księżyca, a różnice w stosunku do kalendarza słonecznego są niwelowane za pomocą dodatkowego, trzynastego miesiąca. Rok żydowski ma 353, 354 lub 355 dni. Rok księżycowy trwa 354 dni 8 godzin 48 minut i 45 sekund. Rok przestępny przypada siedem razy na przestrzeni dziewiętnastu lat, czyli co dwa lub trzy lata, wydłuża cykl o 30 dni i składa się z trzynastu miesięcy. Trzynastym jest adar szeni. Rok świecki zaczyna się jesienią, a rok liturgiczny – wiosną.

## Miesiące
Rok hebrajski dzieli się na 12 miesięcy liczących 29 lub 30 dni, ponadto co trzy, rzadziej co dwa lata, dla zrównania cyklu solarnego z lunarnym dodawany jest dodatkowy, trzynasty miesiąc – zwany adar szeni. Drugi adar dodawany jest w ramach 19-letniego okresu (cykl Metona), obejmującego następujące po sobie lata, a dodawany jest zawsze do 3, 6, 8, 11, 14, 17 i 19 roku tego okresu. Poszczególne miesiące rozpoczynają się od nowiu księżycowego (Rosz chodesz).
| Miesiąc  | Numer | Długość (dni) | Odpowiednik w kalendarzu gregoriańskim | Wydarzenie / Święto |
| -------- | ----- | ------------- | -------------------------------------- | --- |
| Nisan    | 1     | 30            | marzec-kwiecień                        | 15-22 nisan – 7 dni Pesach |
| Ijar     | 2     | 29            | kwiecień-maj                           | 5 ijar – święto Niepodległości (od 1948) 18 ijar – Lag ba-Omer (Dzień Liczenia Omeru) |
| Siwan    | 3     | 30            | maj-czerwiec                           | 6-7 siwan – Szawuot (w 7. tyg. po Pesach) |
| Tamuz    | 4     | 29            | czerwiec-lipiec                        | 17 tamuz – Sziwa Asar be-Tamuz, post upamiętniający zdobycie i zburzenie Jerozolimy |
| Aw       | 5     | 30            | lipiec-sierpień                        | 9 aw – Tisza be-Aw upamiętniający zburzenie obu świątyń |
| Elul     | 6     | 29            | sierpień-wrzesień                      | |
| Tiszri   | 7     | 30            | wrzesień-październik                   | 1, 2 tiszri – Rosz ha-Szana 3 tiszri – Post Gedaliasza (Tzom Gedaliah ) 10 tiszri – Jom Kipur, 15-21 tiszri – 7 dni: Sukkot zakończone Szmini Aceret (22 tiszri) oraz Simchat Tora (23 tiszri) |
| Cheszwan | 8     | 29 lub 30     | październik-listopad                   | |
| Kislew   | 9     | 29 lub 30     | listopad-grudzień                      | 25 kislew – początek Chanuki |
| Tewet    | 10    | 29            | grudzień-styczeń                       | 2-3 tewet – zakończenie Chanuki, 10 tewet – Asara be-Tewet (post dziesiątego dnia tego miesiąca upamiętniający oblężenie Jerozolimy)                                                           |
| Szwat    | 11    | 30            | styczeń-luty                           | 15 szwat – Tu bi-szwat |
| Adar     | 12    | 29 lub 30     | luty-marzec                            | 13 adar – Post Estery (Taʾanit Esther) 14, 15 adar – Purim; czytanie Księgi Estery |
| Adar II  | 13    | 29            | marzec-kwiecień                        | |

## Tydzień
W kalendarzu hebrajskim nazwy poszczególnych dni pochodzą wprost od liczb porządkowych (np. niedziela – dzień pierwszy, czyli jom riszon, itd), ale ostatni, siódmy nosi nazwę szabat, która oznacza „odpoczynek”. Zgodnie z tradycją biblijną szabat jest dniem świątecznym przeznaczonym na odpoczynek.
| Dzień        | Liczebnik porządkowy | Nazwa hebrajska | Znaczenie nazwy |
| ------------ | -------------------- | --------------- | --------------- |
| niedziela    | 1                    | jom riszon      | dzień pierwszy  |
| poniedziałek | 2                    | jom szeni       | dzień drugi     |
| wtorek       | 3                    | jom szliszi     | dzień trzeci    |
| środa        | 4                    | jom rewii       | dzień czwarty   |
| czwartek     | 5                    | jom hamiszi     | dzień piąty     |
| piątek       | 6                    | jom sziszi      | dzień szósty    |
| sobota       | 7                    | szabat          | odpoczynek      |

## Doba
Zgodnie z tradycją żydowską doba rozpoczyna się i kończy o zachodzie słońca. Pora dzienna jest dzielona na 12 godzin. W konsekwencji godzina hebrajska trwa nie 60 minut, ale 1/12 część czasu, jaki upływa pomiędzy wschodem słońca a jego zachodem. Ma to znaczenie w odniesieniu do porządku modlitewnego, bowiem określone modlitwy winny być odprawiane w konkretnych porach dnia. Konsekwentnie – połowa nocy (północ) nie występuje o godzinie 0.00, ale w połowie czasu między zachodem a wschodem słońca. Podobnie południe w hebrajskiej rachubie godzin nie występuje o godzinie 12.00, lecz w połowie czasu, jaki upływa między wschodem a zachodem słońca.